# Marcellin Pierre Berthelot
Pierre Eugène Marcellin Berthelot (ur. 25 października 1827 w Paryżu, zm. 18 marca 1907 tamże) – francuski chemik i polityk. Prowadził badania w dziedzinie termochemii, materiałów wybuchowych, tłuszczów, a także chemii rolnej. W 1881 roku skonstruował pierwszą bombę kalorymetryczną.
Był profesorem Collège de France oraz członkiem Francuskiej Akademii Nauk, a w 1900 r. został członkiem Akademii Francuskiej (fotel 40). Od 1881 był członkiem zagranicznym Królewskiej Holenderskiej Akademii Sztuk i Nauk.
Sprawował funkcję ministra edukacji narodowej w gabinecie premiera René Gobleta, był także ministrem spraw zagranicznych. Był zwolennikiem nauczania świeckiego.
Laureat Medalu Copleya, nagrody naukowej przyznawanej przez Royal Society w Londynie. Jest twórcą nazwy podtlenek węgla używanej na nieorganiczny związek chemiczny o wzorze C
3O
2.
Odznaczony Krzyżem Wielkim Legii Honorowej. W 1882 r. otrzymał Pour le Mérite za Naukę i Sztukę